# Deep-Blueシリーズ
Deep-Blueシリーズ（ディープ・ブルーシリーズ）は、工画堂スタジオ・くまさんちーむ開発のアドベンチャーゲーム（第1弾・第2弾は実質的には都市経営型シミュレーション）のシリーズタイトル。蒼いシリーズ（あおいシリーズ）と呼ばれることもある。

## シリーズの特徴
第1弾と第2弾はいずれも天才発明家プロスペロ・フランカの孫娘であるナノカ・フランカが主人公。この二つは、かつて繁栄していたのに現在は戦争や災害を始めとする諸要因で荒廃している都市を再生するのが共通テーマ。
第3弾と第4弾はそれまでの流れとはガラリと変わり、フルクラム帝国と帝国ジュニアアカデミーが舞台。秘密結社ファイアフォックスの次期幹部候補アマネカ・マッハバスターや、帝国のエージェントであるカル・ルスランを主人公として、シリーズの世界観や各種設定を掘り下げている。
キャラクター名や国家名など、作中の各名称は世界各国の兵器や軍需産業に由来するものが多い。

## スタッフ（シリーズ共通）
- キャラクターデザイン：駒都えーじ
- シナリオ：竹内なおゆき
- プログラム：さくら
- 音楽：馬場信繁
- ディレクト：松浦幸冶
- 製作：工画堂スタジオ・くまさんちーむ

## 作品リスト
蒼い海のトリスティア〜発明工房奮闘記〜（Windows 98 - XP、2002年7月20日発売）
PlayStation 2版（日本一ソフトウェアより2005年3月25日発売）のタイトルは『蒼い海のトリスティア〜ナノカ・フランカ発明工房記〜』。
DVD版である「蒼い海のトリスティア〜限定DVDパック〜 ネオスフィア予習編」（2004年12月17日発売）には「トリスティア どき!どき! おぺれーしょん」や「エンジェルアソート Vol.01」のコンテンツなども収録されている。
トリスティア どき!どき! おぺれーしょん（Windows 98 - XP、2003年7月18日発売）
「蒼い海のトリスティア〜発明工房奮闘記〜」のファンディスク。同タイトルのタイピングゲーム収録。主人公はフルクラム帝国のエージェントBB、ヒロインはラファルー。

蒼い空のネオスフィア（Windows 98 - XP、2005年3月25日発売）
PlayStation 2版（日本一ソフトウェアより2007年発売）のタイトルは「蒼い空のネオスフィア〜ナノカ・フランカ発明工房記2〜」
蒼い空のネオスフィア どきどき アドベンチャー Effective E（Windows 98 - XP、2005年12月16日発売）
「蒼い空のネオスフィア」のファンディスク。収録された番外編となるゲームのジャンルはアドベンチャーゲーム。主人公はナノカ・フランカとパナビア・トーネイドの二人から選択。

暁のアマネカと蒼い巨神（Windows専用、2008年5月30日発売）
2010年3月11日には、PlayStation PortableとXbox 360で移植版が発売された。
白銀のカルと蒼空の女王（Windows専用、2010年6月25日発売）
2011年10月13日には、PlayStation Portableで移植版が発売された（サイバーフロントより）。

### 関連作品
OVA・蒼い海のトリスティア（第1巻：2004年4月23日・第2巻：同年7月23日発売）
トリスティアで行われるゴレーム大会を描くストーリー。オリジナルキャラクターとしてパナビア・トーネイドとそのゴレームのフッケバインが初出となった。
ANGEL ASSORT VOL.01
工画堂スタジオのファンディスク。Deep-Blueシリーズに関係するコンテンツは、「蒼い海のトリスティア」のDVD版である「蒼い海のトリスティア〜限定DVDパック〜 ネオスフィア予習編」に再録されている。
ANGEL ASSORT VOL.02
工画堂スタジオのファンディスク第2弾。Deep-Blueシリーズに関係するコンテンツとしては、「蒼い海のトリスティアコミック」、「ラジオネオスフィア増刊号」、他デスクトップアクセサリーなど。
ANGEL ASSORT VOL.03（2005年12月29日）
工画堂スタジオのファンディスク第3弾。Deep-Blueシリーズに関係するコンテンツとしては、脱出ゲーム「フォーリィのイマどき！アドベンチャー」、帝都ジュニアアカデミーを舞台にした「鉄槌のカル」（テキスト：竹内なおゆき / イラスト：駒都えーじ）、他デスクトップアクセサリーなど。
白銀のカル Cal&Toara（原作：工画堂スタジオ / 著：竹内なおゆき / イラスト：駒都えーじ）
フルクラム帝国の帝都ジュニアアカデミーを舞台にした小説。「コンプティーク」（角川書店）2007年1月号 - 8月号連載。
エンサイクロペディア・オブ・トリスティア（テキスト：竹内なおゆき / イラスト：駒都えーじ）
「メガミマガジン」（学習研究社）連載（2004年2月号 - 2008年6月号）。

## 登場キャラクター
Deep-Blueシリーズの登場人物を参照。

## 設定・用語
先史パシアテ文明と古代パシアテ人（パシアテ文明人）
シリーズの舞台となる惑星において、一万年前に栄えた先史文明とそれを生み出した始祖と呼ばれる人類。オリハルコンを中核とした非常に高度な文明レベルを誇っていた。詳しい理由は不明だが（一説によるとドラゴン族との戦いが原因とも）、パシアテ人達はある時突然星を捨てて宇宙に旅立ち、後には一万年の時をメンテナンス無しで超えてなお正常に稼動する、驚異的としか言い様のない耐久性を誇るEプラントと呼ばれる遺跡を残した。長命人のゾーンダースによると彼らは何れこの星に帰還するとされており、フルクラム帝国の最上層部や秘密結社ファイアフォックスもその事を考慮した活動を行っている節がある。もうこの星には居ないはずのパシアテ人だが、どういうわけかアマネカ・マッハバスターはそのオリジナルの血を受け継ぐパシアテの真の継承者。
オリハルコンと中枢制御ユニット
オリハルコンは、先史パシアテ文明によって生み出された多目的万能結晶。緑か青の発光色を放つ超物質で、これを専門技術で加工することにより、人工脳のような機能を持つ「中枢制御ユニット」を作り出す事ができる。また高性能なユニットには高度な自律意識を宿らす事もできる。製造法も組成も不明なこの物質は現代では精製できず、その供給はEプラントからの発掘に全てを頼っているため、取引価格が安定しない。またこの結晶体には純度があり、低級オリハルコンから最上級の超高純度オリハルコンまでランク付けされる。純度は性能と正比例するため、純度が高い物ほど良質なオリハルコンで、高性能の中枢制御ユニットを作り出せるという事になる。特に高純度以上のオリハルコンは、発掘される量が少ないため第一級の戦略物資として扱われており、裏ルートでも使わない限り民間レベルでは入手不可能。最近では市場に出回るオリハルコンも低級中心と質が低下してきており、それに伴い中枢制御ユニットの性能も下がってきているため、最新型機動兵といってもオリハルコンを潤沢に使えた旧世代機に性能で劣る代物が多い様子。Eユニットを作る上で必要不可欠なこの物質を安定供給するため、人工精製しようと研究している機関や工房士は数多い。しかしそれは未だ実現出来ておらず、ごく少数の天才工房士が精製に成功したと噂される程度で、それを実用化・量産化できる所にまで持って行った者はまだ誰もいないとされている。しかし、表に出ない裏の歴史では、統一戦争で滅んだガラクシア王国が人工精製に成功した上に量産化にまでこぎつけていたという事実がある。
長命人
パシアテ文明人が生み出した人造種。彼らが去った後の星の管理と、後の人類が生み出す文明の監視のために造られ、非常に長い寿命を持つ。作中にはゾーンダースという名の長命人が登場した。
第二文明人
パシアテ文明人が去った後に文明を築いた現代人をこう呼ぶ。その中にパシアテ文明人の血を直接引く者は居ないが、ごく希に奥底に潜む遺伝子が発現して先祖返りを起こす事がある。だがそれは、あくまで形骸的なものか限定的なもので、耳長のネオスフィア貴族などが前者、プロスペロやナノカといった特殊な天才達が後者にあたる。
フルクラム帝国
元は大陸の片隅の小国だったが、勃興とほぼ時を同じくして世界統一を掲げた統一戦争を起こし、当時解析に成功したばかりのEテクを駆使して世界征服を成し遂げた帝政国家。先帝により始められた大陸統一事業は、現皇帝エグザシオによりほぼ完成した。戦争終結からまだ15年程しか経っておらず、中枢を担う政治家達にも戦争経験者が多数を占める。成立後三十年程とまだ若い国でありながら世界の盟主を自負し、各国を支配下に置いての強権ぶりが目立つ。統一戦争では後ろ暗い作戦も実行して数多くの国を滅ぼしており、中には国土ごと滅ぼされたガラクシア王国の様な国もある。それらは厳重に隠蔽工作されて民衆が事実を知る事の無い影の歴史と化しているが、滅ぼされた国の当事者達はその非道と恨みを忘れてはいない。この国が世界支配に当たって掲げる理念は、世界各国が帝国と同じEテクの高みに到達できるよう導き、世界中の人々がその恩恵に与れるよう手助けするというもの。だが実際の所は、帝国の支配権を維持するため高度Eテクを規制して隠匿しようとしており、恩恵に与れず苦しむ人々を見殺しにしている。
こうした事を含め、この国の傲慢さを嫌って反帝国意識を持つ者や組織は世界中に多数おり、常に帝国批判やテロリズムなどに晒されている。世界統一を焦っていたかの様な部分があり、未だ抱える謎は多い。帝都は世界最大級の大規模Eプラントの上に築かれた都市であり、地下にはまだかなりの数の未探索区画が存在する。
帝国ジュニア・アカデミー
フルクラム帝国が将来を担う優秀な人材を育てるために、威信を掛けて設立した教育と研究機関を兼ねた学院。人材、設備、全てが超一級の世界最高学府として、国内外問わず世界中から才能が集まってくる。一年生から六年生まで学年があり、既に社会で一流と言われるような立場にある人々でも新たな教養を求めて入学してくる。そのため講師陣と変わらない年齢の生徒もいる。天才とバカは紙一重という言葉があるように、アカデミー生徒には奇人変人も多い。校風は自由を尊び、学生自治を推奨している。その自由さは時に生徒の暴走を引き起こす事も珍しくなく、大きなトラブルに発展することも。制服は規定の物が男女共にちゃんとあるが、それを元にある程度ならカスタム化することが許可されており、色やデザインが他の生徒と異なる制服を着ている者も珍しくない。
Eテクノロジー
この世界でのパシアテ由来による先史超科学技術を指し、略称の「Eテク」と呼ばれることが多い。ちなみに、従来からの通常水準技術はN（ノーマル）・テクノロジーと呼ばれている。Eテクは2種類あり、パシアテ文明人が去った後に第二文明人によって解析再現された現代のEテク、およびその元となったパシアテ文明オリジナルのオーバーテクノロジーに分けられる。先史パシアテ文明のものは特に「オリジナルEテク」と呼ばれている。オリジナルEテクには現代のEテクではまだ再現すらできない代物も多く、現代のEテクが未だに超える事のできない高い壁でもある。フルクラム帝国以前の旧勢力の時代は、一部の国家だけが管理保有する魔法の産物として認識され、それらの国が世界に君臨する礎となっていた。しかし、フルクラム帝国出身の天才工房士「プロスペロ・フランカ」がEテクの一端の詳細な解析に成功した事で、それらのコピー品の大量生産が可能になり、更に学べば習得可能な技術として体系化したため今では世界中に広まった。その時を境として旧勢力の権威は失墜し、Eテク品を大量生産できるようになったフルクラム帝国は世界の覇者となった。名前の由来は、パシアテ遺跡で常に発見されるエンブレムの意匠がEの文字に似ているため。そのデザインは今までは文章のみで語られていたが、『白銀のカルと蒼空の女王』でイラストとして初お目見えした。低レベルのEテク製品は一般社会にも生活必需品として浸透しているが、高レベルのEテク製品ともなるとライブラリ機関専用で帝国軍にすら開示されていない物がある。
秘密結社ファイアフォックス
「FF」とも略される、工房士の集団で構成された組織。ライブラリ機関にも匹敵するほどの高度Eテクを保有している。元々は統一戦争中に存在した帝国軍兵器工廠の研究開発チームの名で、その当時はプロスペロ・フランカがリーダーだった。戦後、そこに所属していた工房士達の一部が、帝国によるEテク規制に反発し別組織として再結成した。帝国が隠匿しようとする高度Eテクを世界へ解放する事が目的で、帝国と敵対することもままある。だがその一方で、最終的に彼らが正しい可能性もあるとして帝国にその存在を容認されている一面がある。帝国上層部と同じくパシアテ文明人の帰還に関して何か知っている節があり、この組織の真の目的はそれに対する備えである可能性が示されている。
パシアテ文明保存管理局
通称「ライブラリ」と呼ばれる、フルクラム帝国皇帝直属の機関。局長は皇帝エグザシオだが、皇帝は名目上だけの関わりで直接組織の活動には関与しないため、副局長のオルター・ウィナプスが事実上のトップ。パシアテ由来の高度Eテクが制限無く世に出ないよう、それらの管理と保存を行うことを目的としている。そのためライブラリと呼ばれ、本来は未探索Eプラントの調査や禁断レベルのEテクの封印が主目的。だが高度Eテクを悪用する汚染者に対するカウンターテロ部隊としての側面もあり、テロが頻発する昨今ではそちらの方がメインの活動になっている。ビッグEと地上本部の二つの中枢があり、それらを合わせて空と地上から帝都を防衛している。帝国の保有する最高度のEテクノロジーを駆使する権限を与えられており、帝国軍の主力である帝国海軍にすら開示されていない高度Eテク品が配備されている。代表的なものは、携帯通信デバイス、携帯空間停滞フィールド、対人ペネトレイションセンサーなどで、そうした各種特殊装備や非常に高度な医療技術を保有している。
帝国海軍
世界最強を自負するフルクラム帝国軍の中核で、多数の機動兵を擁する機械化師団に海上船舶と空中船舶からなる空と海の軍隊。統一戦争で数多の国を征服ないしは滅ぼした組織であり、それらの恨みを忘れていない反帝国テロリスト達にとって最も忌むべき存在の一つ。別系統の組織であり、自分達ですら持たない高度Eテクを多数保有するライブラリ機関とはあまり仲が良くなく、何かあってもライブラリの介入を拒絶する勢力が最大派閥となっている。しかし、少数派だがライブラリとの協調を是とする勢力も存在する。パーセプターを集めた特殊実験部隊「ヤクトファルク隊」を最初に設立したのも帝国海軍で、かの部隊がライブラリへと移譲された後もパイプは繋がっている。
汚染者
Eテクを悪用する反帝国テロリストに対して、それを取り締まるライブラリ機関が付けた呼び名。統一戦争で滅ぼされた国の出身者たちが多く、大抵は帝国への復讐が最大の目的。中にはEテク嫌悪などの特定思想にかぶれている癖に、高度Eテクを用いる矛盾した者達もいる。大抵は保安警察などで事足りる程度の力しか持たないが、中には本格的な高度Eテクを投入してくる強力な組織もあり、そういった保安警察では手に余る者達こそがライブラリが狩る相手。
パーセプター
世間一般では魔法使いや超能力者と呼ばれる特殊能力者。能力は大きく分けて3つで、マインド・リンク、プラズマ・カノン、サイコ・キネシスとなる。マインド・リンクは精神感応能力で、対象からの情報読み取りや情報の遣り取りを行う。プラズマ・カノンはエネルギー塊を放出して爆発させる能力で、通常は中型のドグラノフ程度の威力がある（ミルスキ・リーンネは能力が突出しているため、装甲の隙間を突けば重機動兵にでもダメージを与えられる）。サイコ・キネシスは物体を持ち上げたり移動させたりする能力で、通常は100kg程度の物を持ち上げられる（ミルスキ・リーンネは自動車ですら軽々と持ち上げられる）。他に身体能力も強化されているので、常人の何十倍もの五感を持っていたり、傷の治りが非常に早い。圧倒的少数派なため、普通人からの嫉妬や恐怖心による迫害に晒されており、それゆえ犯罪者と化す者も多い。
元々は先史パシアテの頃に研究されていた人類の人工進化研究が由来。ある時発見されたEプラントがその人工進化の研究所で、その内部に保存されていたナノマシンレベルの小型機械「パーセプションユニット」に遺跡調査の研究員達が次々と感染して生まれた。ユニットにより遺伝子が改変されて能力を得るが、それは次に生まれる子供にも受け継がれるので、現在では初代から遺伝で力を受け継いで生まれた者達が大勢を占める。試作型のこのユニットは本来XY染色体にしか反応しないため、あくまで男性しか変化しないはずだったが、長い時の間にユニットが変質したか進化したか、極低確率で女性のパーセプター化も行われた。それは力が遺伝した2世でも同じ事で、どうしてそうなるかは解明されていないが、男性パーセプターの親からは男性パーセプターしか、女性パーセプターの親からは女性パーセプターしか生まれない。
研究を行っていた古代パシアテ人科学者は、外見的特徴の均一化も進化に必要と考えていたと推測されている。そのため変化が正常に機能する男性体は、能力の強さや容姿が均一化される。だが、イレギュラーな女性体に関しては変化が正常に機能せず、能力の強さも容姿も大きな個人差が出る。更に女性の場合、ユニット不適合者は容姿が変異し人からかけ離れたものになる。
ヤクトファルク隊
パーセプターを軍事利用するため、約十年前に海軍で実験的に設立された特殊部隊。現在は海軍からライブラリ機関へと移譲されている。海軍側からライブラリへ半ば押し付ける形での移動とはいえ、隊長のミルスキは配置転換になる際の条件として、ライブラリでは本来ご法度の「マスコミによる取材を受けてもよい」という約束を取り付けている。丁度ウィナプスも、今後のライブラリ機関には広報部隊が必要になると考えていたため、部隊はそれを前提にした任務や運用をされる事になった。実は部隊創設の発案者は帝国外相スベンスカ・クレメンツで、能力者として生まれてしまった娘の居場所を作るため、パーセプターが集う部隊を設立したという裏事情がある。
空中機動城塞艦ビッグE
「空中機動要塞艦エクセルシア」が正式名称。全長410m、総質量15万8000トン。一基で小都市なら全域の都市機能を賄える大型物質転換炉を六基搭載。フルクラム帝国が保有する世界最大級のEシップで、プロスペロ・フランカが作り出した最強の現代製Eウェポン。統一戦争中は皇帝の座乗艦でもあった。その艦体を「51センチ・メガドグラノフ」などを始めとした多数の電磁投射方式メガドグラノフで武装しているが、その中でも最大のものは艦底部に配置された主砲「240センチ・メガドグラノフ」になる。統一戦争が終わった今は、モスボール処理され帝都の上空（約58000メートル）に繋留されていると対外的には発表されている。しかしそれは事実ではなく、現在はライブラリのもう一つの中枢として、地上への砲撃支援と早期警戒システムによる防衛網で帝都を守護している。当然ながらこの事は極秘事項で、ビッグEから地上に対して行った砲撃はいつも別の情報に置き換えられて発表される。地上とのやり取りは基本的に専用の往還船を介して行うが、本格的な補給や整備のため時折極秘で地上ドックへ降りる事もある。
今までの作品でもちらほらと名前だけは出ていたが、本格的に登場したのは『暁のアマネカと蒼い巨神』から。衛星軌道上でのゾーンダースとの戦いでアマネカを援護し、彼女の地上への帰還にも一役買った。
『白銀のカルと蒼空の女王』では、エリンシエルートでの活躍が目立つ。ガラクシアのクラッキングにより火器管制システムに深刻なダメージを受け、完全点検が必要な状態に追い込まれる。だが頻繁に地上に降ろせる代物ではなく、もし本格的な修理作業のため主機関を停めて地上ドック入りするとなれば、再起動に丸一年かかってしまう。しかし「ガラクシア計画」を防ぐにはそんな時間は無く、ウィナプスは緊急措置として独断でエリンシエに協力を要請。グリフェンと海軍の共同プロジェクトにより完成していた、ネオスフィア王国の超大型空中ドックで緊急修理を行なった。その際にネオスフィアの所有するパシアテ文明のスーパーシンカム「エフェクティブE」を、ダメージを受けたビッグEの電算装置の代わりとして全換装する事になり、独自の癖と自律意識まで持つその装置を操作するため、一時的にエリンシエがこの艦の戦闘指揮を勤めた。ガラクシアとの最後の戦いでは、主砲や推進機関を始め船体各部に大小様々なダメージを負ったが、通常航行はなんとか可能な範囲に収まりその頑丈さを知らしめた。ミルスキルートではクラッキングの影響は比較的簡単に直り、ガラクシアの計画を一旦は阻止する。その後はあまり出番はなく、帝都で暴れる重機動兵達を相手にした際に砲撃支援した程度。
Eウェポン
火薬を用いた銃などの旧来のノーマルテクノロジー品とは異なり、Eテクノロジーの応用で生み出されたEユニット兵器の総称。剣やハンマーのような器物、銃火器、爆弾、生物を模したタイプにロボットタイプなど、Eテクノロジーを用いて作られたあらゆる兵器が含まれる。特に生物タイプやロボットタイプは、脳にあたる「中枢制御オリハルコン」により自律制御されるのがこの世界での主流技術。
熱反応爆弾
「熱爆弾」の通称で呼ばれる。サブリメイション・プラズマ弾が正式名称。統一戦争中に生み出された都市破壊用Eウェポンで、その威力は一発で街が吹き飛ぶほど。熱爆弾の製造には中核部に発掘部品が必要となるため、作るのは容易でなく量産もできない。通常の熱爆弾は持ち運びに不便な大型サイズとなるが、ガラクシアが持ち込んだ物はトランクサイズにまで小型化された代物だった。その分破壊力や効果範囲は控えめだが、それでも帝都の再開発地区を300メートル四方に渡って吹き飛ばした。
ゴーレム
機動城塞兵または機動兵とも。Deep-Blueシリーズに登場するロボットの通称で、重機や農業機械として使われる民間用から、軍事用の戦闘タイプまで幅広く存在する。例外もあるが、両手両足を持ち二足歩行を行う人型デザインの物が多数を占める。大きさにより、軽量型機動兵（人間サイズくらい）、中軽量型機動兵（3~5m辺りが標準サイズ）、重機動兵（9 - 10m辺りが標準サイズだが、それ以上の大きさとなる物も全てここに含まれる）などと分類される。重機動兵クラスにもなると人が乗り込んで操縦する有人型も存在するが、専門の操縦技術習得やパイロットの替えが効かないなどでコストパフォーマンスが悪い、強度が脆弱な人間の存在がゴーレムにとっての弱点となる等の理由から、現在では人が乗らない（＝使い捨ても可能）自律型の方が主流となっており、有人型は過去のコンセプトとしてほぼ廃れている。しかし、有人型にも自律型に無い状況判断の柔軟さや、組み伏せた状態でパイロットが機体から離れて制御装置などに直接攻撃できる等の利点がある。そのため、国際条約により「自律型」重機動兵が使用できない上に、逃げ惑う市民や様々な障害物が多い都市部での戦闘で有効な手段となりうる。そうした面から、ライブラリではアルパーの様な有人型重機動兵も運用している。
海洋都市トリスティア
『蒼い海のトリスティア』で登場。巨大な島状の大規模Eプラントの上に築かれた街。Eプラントには航行能力があり、それで世界中を回り交易により栄えてきた（実はこの都市の航行能力は、ドラゴン族の襲来から逃げるためのものだった）。しかし12年程前のドラゴン襲来により遂に航行能力にダメージを受けて座礁。ドラゴンはラファルーが撃退したが、そこからは衰退著しく寂れた街になっていった。街の復興を掛けて市長が帝国一の工房士プロスペロを招くが、老齢のプロスペロが代わりに孫娘のナノカを遣したことで『蒼い海のトリスティア』の物語が始まる。ナノカの手によって復興が成り、航行能力も修復された現在のトリスティアは、新市長レイグレットを迎えてかつての繁栄を取り戻しつつある。
Eプラント・ガーディアン
先史パシアテ文明と敵対したドラゴン族の攻撃から、大規模Eプラントを守護するため生み出された先史パシアテ最強のオリジナルEウェポン。身長や姿かたちは普通の人間女性にしか見えないが、その身には現代製Eウェポンでは足元にも及ばない凄まじいまでの戦闘能力を秘める。現時点で明かされている性能は、体内のナノマシンによる自己修復能力、重機動兵でも勝てない圧倒的な膂力と転換炉出力、視認できない程の速度での立ち回り、あらゆるものを切り裂く最強の光の剣「イッセンシャル・デバイダー」を所持、強固な防御フィールド、人工衛星とのリンクによる第二の目、飛行能力、衝撃波を発生させるなど。作中にて存在を語られたのは、海洋都市トリスティアを守護していたラープタ、ベルクトゥ、グリーペン、ラファルーの4体だけ。他のEプラントにも居る可能性はあるが語られていないため不明。一万年もの永きに渡るドラゴン族との戦闘により、現存する純粋なオリジナルはラファルー1体だけになっており、数百年前に破壊された残骸を後になってファイアフォックスが回収・修復したグリーペンと合わせても2体しか登場していない。
空中王国ガラクシア
『白銀のカルと蒼空の女王』で登場。かつてネオスフィアと共に栄えていた空中都市国家。両国は深い同盟関係にあり、国家の存亡を左右するような情報までも共有していた。ガラクシア王国は表向きEプラントの暴走で国土ごと消滅したという事になっているが、事実は熱爆弾による爆撃と当時竣工したばかりのビッグEの主砲掃射が国土崩壊の原因であり、約50万人と言われる無辜の民ごと容赦なく滅ぼしたこの作戦は歴史上類を見ない虐殺行為であり、帝国海軍の汚点として隠蔽されている。これも表には出ていないが、第二文明人の時代となって初めてオリハルコンの人工精製と量産化に成功した国家でもあり、中枢部には相当量のオリハルコンが備蓄されていた。高度Eテクに支えられた強大な軍事力を保有しており、統一戦争では帝国海軍の約半数がガラクシア王国との戦いに駆り出され、それでも攻めあぐねた帝国は件の作戦を実行した。帝国に破壊された後その国土の大半は地上に落下したが、中枢部のEプラントなどの残骸は重力制御機構を維持しており、超高空に遊弋（ゆうよく）したまま行方不明となっていた。エリンシエルートでは、その空間座標を得たガラクシア達によって帝都への「ガラクシア落とし」が行われ、これを防ごうとするビッグEとの戦いでガラクシア王国の残骸はガラクシア達と共に完全に消滅した。ミルスキルートでは、ビッグEの攻撃でガラクシアは残骸に辿り着けず、そのまま放置された。
デミ・オリハルコン
ガラクシア王国が人工精製に成功したオリハルコンで、通常のオリハルコンとは異なる赤い発色光をしている。そのため関係者間では「赤いオリハルコン」と呼ばれていた。またガラクシア王国はある程度の量産化にも成功していた。このオリハルコンは、先史パシアテの手による「超高純度オリハルコン」には質で一段劣っていたものの、量を確保できる利点によりそれを補い、ガラクシア王国の強大な力を支えていた。戦後になって、海軍とグリフェンはガラクシアの残骸に眠るこのオリハルコンの回収計画を共同で推進していたが、調査の結果強い自我意識（帝国への復讐心のようなもの）が分子レベルで刻まれ宿っている事が分かり、そのまま使うのは危険だと判断され極秘裏に研究されていた。実は人間の血を材料に作られるオリハルコンで、そのため意思や魂といったものが受け継がれ宿っていた。
ガラクシア・システム
戦時中にガラクシア王国で開発されていた決戦兵器。王国が滅んだため未完成に終わっていたが、戦後クロウサー准将を始めとする一部の海軍高官達が完成させた。「赤いオリハルコン」と「パーセプションユニット」によって生み出された存在で、高度な自律意識を宿す新しい生命とも言えるEユニット。パーセプションユニットによって生み出されたパーセプターとは兄弟のようなものとも言える。並列増殖システムと呼ばれる機能により次々と分裂して数を増やし、マインド・リンクにより兵士・装備・指揮官の全てを一体化した「ガラクシア機構」と呼ばれる軍団を形成する。ガラクシアは役目に応じてタイプ分けされているが、それら全てをガラクシアと呼ぶ。詳細は、指揮官タイプである人間型のガラクシア0号と子機のチビガラクシア。青い中軽量型機動兵のガラクシア2号。重機動兵型は、潜水可能で巨大な顔面から直接二本足が生えたような1号。巨大な車輪型の3号。円盤型で飛行可能な4号。人型でシリーズ最強の火力を持ち、ビーコン波による王国残骸の誘導を受け持つ5号となっている。
指揮官タイプの0号は、オリハルコンチップで構成された加速分子状況結晶脳を中核とするEマテリアル素子の集合体。赤い色が基調となるタイプと青い色が基調となるタイプの2種類が存在し、赤タイプは「リーダーシステム」のため青タイプより高性能。どちらも、並列増殖システムによりオリハルコンチップの分割が許す限り分離・増殖が可能。また分体同士が合体して一つの個体になる事もできる。Eマテリアル素子の集合体であるその身体は、単に撃たれた刺されたといった程度の攻撃なら吸収・修復して一切受けつけない。破壊するなら、大火力で一息に全身を消し飛ばしたり、結晶脳が再結線不能になるほどバラバラにしなければならない。他に物質の分子結合を任意に組み替えて、ある程度自由に再構成出来るという能力を持つ。それを使って腕を銃や剣にしたり、必要とあらば自身を強力な爆弾に変化させて躊躇無く自爆する。ライブラリを上回る非常に高度な情報戦能力も保有しており、ライブラリ特製の携帯通信デバイスへの侵入や本部の盗聴を始め、ビッグEへのクラッキングすら行った。
機動兵タイプは主戦力として戦闘に特化された性能をしており、地下拠点で生産されていた。だが、これらのボディも0号ほどではないがEマテリアル素子の集合体で、分離・増殖は無理だが致命的損傷でなければ自己修復が可能。そのため倒したと油断していると虚を突かれる事になる。
空中王国ネオスフィア
『蒼い空のネオスフィア』で登場。現存する唯一の空中都市国家。スーパーシンカム「エフェクティブE」により、一万年の間航路に一度の狂いも無く運行されている。全盛期は天空の十字路とまで呼ばれた程で、他国より豊富に保有していたパシアテ遺産を礎に栄華を極め、地上国家を見下し君臨していた。またパシアテの後継を名乗り、実際に貴族達はとんがり耳の形質を受け継いでいた。しかしそれ以外の面では何も受け継いでおらず、統一戦争で敗れてからはプライドだけが高い落ち目の国家となっていた。落ち目となって以降、愚かな貴族達によって違法Eテク産業の巣窟となり、国際的に孤立。また王族が長らく権力喪失状態にあり、実権を握っている元老院と工房士組合は腐敗しきっていたため、平民は貴族に搾取され苦しい生活を強いられていた。このままでは遠からず国が破綻するのは確実で、困窮した状況を打開するためエリンシエは禁断のEテク「記憶転写（シナプシファイアー）」を受ける決意を固めて女王として即位。反対勢力である元老院を押さえ込むため独裁政治を行った。
ナノカが王国を訪れたのも丁度この時で、エリンシエの依頼を受けて王国再建に着手。しかし、順調な王国再建に伴う女王への支持の高まりに対して元老院は反発を強め、ついには武装蜂起。そのことで鎮圧を名目にした帝国海軍の介入を許し、エリンシエは女王を退位させられ帝国の人質となった。その後、ガラクシア王国の残骸回収プロジェクトの中継基地とすべく、海軍とグリフェンの手で空中艦隊の補給港建設という名目で超大型空中ドックが建設されたが、結局そのドックは本来の役目ではなくビッグEの緊急修理に用いられ、ガラクシア王国が完全消滅したため真の役割は果たせないままとなった。
ラボアキン王国
家柄としては、大陸創生神話に名前が出てきたり数千年の血統を遡れるほどの名家。しかし現在は、国の存続も危ぶまれるほどの財政危機に陥っている貧乏小王国。代々伝わる超高純度オリハルコンの指輪が家宝で、皇帝在位二十周年祝賀の催しの際に皇帝への献上品として王弟のトアラ・ラボアキンによって帝都に持ち込まれた。だが、帝国でトアラの身分を証明する品であるとして献上不要となり、ウィナプスの手で直接トアラに返却された。
ルスラン王国
統一戦争で帝国に滅ぼされた小王国。代々王国に受け継がれてきたパシアテオリジナルの有人型重機動兵を複数保有しており、それを駆るルスラン機動騎士団によって国は守られていた。帝国との戦争で、三個機械化師団もの戦力を道連れに王国と共に滅んだ彼らの勇姿は、いまや帝国軍の間で伝説となって語り継がれている。王国滅亡後、国王夫妻は帝都に身柄を移され後に客死。家臣団の多くも大陸各地へと散っていったが、その一方で、国王夫妻と共に帝都に来ていた家臣達は残された一粒種「カル・ルスラン」を新たな主に戴き、ルスラン亡命政府として王国再興を目指している。
ルスラン流操機術
かつてのルスラン機動騎士団に代々伝わっていた特殊技術。機動兵の操縦法と対機動兵用の戦闘術を合わせたもの。機動兵を人の手で精緻にコントロールするには生まれついての才能が必須で、それが無ければ100％習得不可能な技術。才能が全てであるため、元来は流派を名乗れるほど体系化されていないが、帝国に来てからは箔をつけるために流派名を名乗っている。ルスラン王家にたった一機残った超重機動兵アルパーと、ルスラン流操機術を受け継ぐカル・ルスランは、その能力を帝国に買われて王国再興を条件にライブラリ機関の仕事を請け負っている。カルの師であり、かつて騎士団屈指の使い手だったファルツの見立てでは、彼女は術者達の中でも稀有な器を持つ模様。